# パノビノスタット
パノビノスタット（Panobinostat）は多発性骨髄腫の治療に用いられるヒドロキサム酸誘導体である。非選択的ヒストン脱アセチル化酵素阻害薬(DAC阻害薬)の一つである。商品名ファリーダック、ノバルティスファーマが製造販売。開発コードLBH-589。

## 承認取得状況
2015年2月、米国でボルテゾミブと免疫調節薬を含む2つ以上の前治療歴を有する患者の多発性骨髄腫を効能・効果としてFDAに承認された。
2015年7月、日本で少なくとも1つの標準治療が無効または治療後に再発した多発性骨髄腫患者に対して厚生労働省に承認された。
EUでも2015年7月、ボルテゾミブおよび免疫調節薬を含む2種類以上の治療を受けた経験のある再発または難治性多発性骨髄腫の成人患者に対してボルテゾミブとデキサメタゾンの併用下でパノビノスタットを使用する事についてCHMPから承認が勧告され、同年9月に承認された。

## 副作用
単剤投与あるいはボルテゾミブおよびデキサメタゾン以外の抗悪性腫瘍剤との併用における有効性および安全性は確立していない。
添付文書に記載されている重大な副作用は、重度の下痢（18.9%）、脱水症状（2.6%）、血小板減少症（55.9%）、貧血（26.5%）、好中球減少症（23.6%）、胃腸出血（1.0%）、肺出血（0.3%）、重篤感染症（肺炎（8.4%）、敗血症（0.8%）等）、QT間隔延長（1.3%）、頻脈性不整脈（心房細動、心室性頻脈、頻脈等）（5.5%）、心筋梗塞（0.3%）、心不全（0.3%）、狭心症（頻度不明）、肝機能障害（9.2%）、腎不全（1.0%）、肺塞栓症（0.8%）、深部静脈血栓症（0.5%）、低血圧（6.3%）、起立性低血圧（4.7%）、失神（2.1%）、意識消失（0.8%）である。
また5%以上の患者に、白血球減少症、リンパ球減少症、食欲減退、低カリウム血症、低リン酸血症、低ナトリウム血症、浮動性めまい、味覚異常、悪心、腹痛、消化不良、疲労、無力症、末梢性浮腫、発熱、体重減少が発生する。

## 臨床試験
2012年8月時点では、ホジキンリンパ腫、皮膚T細胞リンパ腫（CTCL）や他の悪性疾患に対する第III相臨床試験のほか、骨髄異形成症候群、乳癌、前立腺癌に対する第II相臨床試験、慢性骨髄単球性白血病（CMML）に対する第I相臨床試験が進行中であった。
2014年には、HAART療法中のAIDS患者の治癒を目的として、パノビノスタットの第I/II相臨床試験が実施された。パノビノスタットがHIVのDNAを患者のDNAから排除し、免疫系がHAART薬剤と協力してこれを破壊することが期待されていたが、HIV DNAは一過性に低下するも2〜8週間で回復し治癒には至らなかった。

## 前臨床研究
パノビノスタットとラパマイシンを併用すると膵癌細胞に対して殺細胞効果を発揮することが発見された。その研究では、膵癌細胞塊の65%を破壊した。研究に用いられた3系統の細胞株は癌化学療法剤に対して耐性を持つ株であったので、この発見は意義があると言える。
パノビノスタットはin vitro では脊髄性筋萎縮症患者の細胞内の生存運動ニューロン（SMN）蛋白質量を有意に増加させる。
パノビノスタットはトリプルネガティブ乳癌（TNBC）に選択的に作用し、過アセチル化してG2/M期DNA損傷チェックポイントで細胞周期を停止させ、部分的にではあるが乳癌に特徴的な形態学的変化を逆転させることができる。
パノビノスタットは他のHDAC阻害薬と同様、潜伏的に感染したHIV-1ウイルスを顕在化させ、宿主細胞から引き剥がす効果が期待されていた。通常はHIV感染した細胞が免疫に認識されず、抗レトロウイルス薬も奏効しないからである。
2015年の研究で、パノビノスタットは神経膠腫（瀰漫性橋膠腫）細胞の成長をin vitro およびin vivo で抑止し、治療薬としての可能性を持つ事が示された。

## 作用機序
パノビノスタットはヒストン脱アセチル化酵素のマルチ阻害薬で、腫瘍細胞のアポトーシスを複数の経路で誘導する。

## 効能・効果
再発または難治性の多発性骨髄腫